# Ludovic Minde

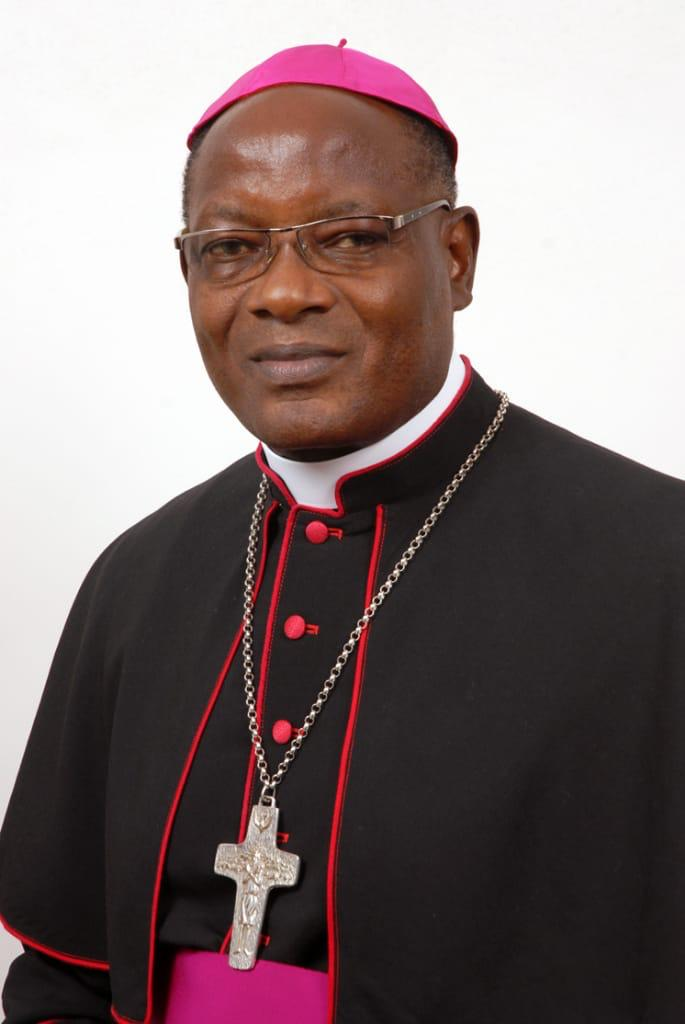
Ludovic Minde, 2024

Ludovic Joseph Minde OSS (* 9. Dezember 1952 in Kibosho) ist ein tansanischer Geistlicher und römisch-katholischer Bischof von Moshi.

## Leben
Ludovic Minde trat der Ordensgemeinschaft des Opus Spiritus Sancti bei und empfing am 26. Juni 1986 die Priesterweihe.
Papst Johannes Paul II. ernannte ihn am 24. April 2001 zum Bischof von Kahama. Der Erzbischof von Daressalam, Polycarp Kardinal Pengo, spendete ihm am 5. August desselben Jahres die Bischofsweihe; Mitkonsekratoren waren Matthew Shija, Altbischof von Kahama, und Amedeus Msarikie, Bischof von Moshi.
Am 2. Dezember 2019 ernannte ihn Papst Franziskus zum Bischof von Moshi. Die Amtseinführung fand am 19. März des folgenden Jahres statt. Das Bistum Kahama verwaltete er bis zur Amtseinführung seines Nachfolgers am 4. September 2022 fast drei Jahre lang weiter als Apostolischer Administrator.